# Ibagué
Ibagué er en by i den centrale del af Colombia, med et indbyggertal (pr. 2005) på cirka 498.000. Byen blev grundlagt i 1550, og ligger lige vest for hovedstaden Bogotá.
4°26′N 75°14′V / 4.433°N 75.233°V
- Wikimedia Commons har flere filer relateret til Ibagué